# MICROSCOPE (satellite)
« MICROSCOPE » redirige ici. Pour les autres significations, voir Microscope (homonymie).
MICROSCOPE, de son nom complet Microsatellite à traînée compensée pour l'observation du principe d'équivalence, est un satellite scientifique français qui doit permettre de vérifier avec une précision inégalée de 10−15 le principe d'équivalence faible, qui constitue un des principaux postulats de la relativité générale. Le satellite est placé sur une orbite héliosynchrone le 25 avril 2016, il est prévu qu'il fonctionne pendant deux ans.
En décembre 2017,, les résultats intermédiaires indiquent que le principe d'équivalence faible est respecté avec une précision relative de 2 × 10−14. La collecte de données prend fin avec la désactivation du satellite, le 16 octobre 2018. Les résultats finaux sont publiés en septembre et octobre 2022,, confirmant le principe d'équivalence avec une précision inégalée de 2,7 × 10−15.
La mission utilise une plate-forme Myriade pour un poids total de 303 kg. La mission est financée et pilotée par le Centre national d'études spatiales (CNES). L'expérience T-SAGE (Twin-Space Accelerometer for Gravity Experiment) qui constitue l'unique charge utile de ce satellite est développée par l'Office national d'études et de recherches aérospatiales (ONERA). Elle est constituée de deux masses de densités différentes qui sont soumises au seul champ de pesanteur. L'accéléromètre embarqué tente de détecter une différence dans la vitesse de chute des deux masses qui invalide le principe d'équivalence. Des propulseurs à gaz froid capables de délivrer des poussées très faibles doivent annuler toute influence autre que celle du champ de gravité telle que la traînée du satellite.

## Histoire
L'idée de l'expérience précède de plusieurs décennies le lancement du satellite. Le premier projet élaboré a été le projet américain STEP, que la NASA a proposé à l'ESA en 1993.
La mission MICROSCOPE (acronyme de « Micro Satellite à traînée compensée pour l'observation du principe d'équivalence »), est sélectionnée en 1999 par l'agence spatiale française, le CNES, sur proposition de l'ONERA et de l'Observatoire de la Côte d'Azur. Le développement de l'expérience prend du retard à la suite de l'abandon de micropropulseurs ioniques à effet de champ (en) (FEEP) qui ne présentent pas les caractéristiques requises pour répondre aux besoins de la mission. Par ailleurs la mission est confrontée à un dépassement des coûts lié aux problèmes de développement du lanceur Vega retenu initialement et à la nécessité de désorbiter le satellite en fin de mission pour se conformer à la réglementation en matière de débris spatiaux. Le lancement initialement prévu pour 2004 est reporté à plusieurs reprises et a finalement lieu le 25 avril 2016.

## Objectifs, améliorations par rapport aux précédents tests
L'objectif de cette expérience est de tester le principe d'équivalence faible, décrit pour la première fois par Albert Einstein en 1907. Ce principe stipule l'égalité de la masse grave, c'est-à-dire placée dans un champ de gravité et de la masse inerte, responsable de l'inertie des corps. Selon ce principe la trajectoire d'une masse ponctuelle (se confondant pratiquement à un point) dans un champ gravitationnel ne dépend que de sa position initiale et de sa vitesse et est indépendante de sa structure et de sa composition. Il s'agit d'un des principaux postulats de la relativité générale. En 2012, il est vérifié à quelque 10-13 avec des expériences faites sur Terre. Néanmoins certaines théories proposées pour l'unification de la relativité générale et de la mécanique quantique, telles que la théorie des cordes ou la supergravité, prévoient une possible violation de ce principe à des échelles inférieures. MICROSCOPE, en s'isolant des contraintes inhérentes à l'environnement terrestre, permet de descendre jusqu'à une précision de 10-15.
Lorsque l'on veut effectuer des mesures très précises, il est nécessaire de contrôler tous les paramètres de l'expérience : il faut que rien ne vienne la perturber. Pour tester le principe d'équivalence, on a besoin que les masses en chute libre, nécessaires à l'expérience, soient plongées dans le même champ gravitationnel or, ce dernier fluctue sur Terre. En effet, plus on se rapproche du centre de la Terre et plus il est important, de plus, il n'est pas homogène sur l'ensemble de sa surface. D'où l'idée de se placer en orbite autour de la Terre pour être dans un champ plus uniforme, moins perturbé. En s'affranchissant ainsi des variations des gradients de gravité, la mission MICROSCOPE a pour but d'atteindre une précision 100 fois plus grande que celle des tests effectués sur Terre.

## Description de l'expérience

### Principe
Pour tester le principe d'équivalence, le système mis en orbite autour de la Terre se compose de deux accéléromètres différentiels. Chaque accéléromètre comprend deux masses concentriques cylindriques. Le but de l'expérience est de vérifier avec une extrême précision que deux masses différentes, en chute libre dans le même champ de pesanteur, subissent la même accélération. L'accéléromètre qui sert à calibrer l'expérience, et donc à déterminer sa précision, renferme deux masses identiques en platine. Le second accéléromètre chargé d'identifier une violation éventuelle du principe d'équivalence faible comprend une masse en platine et l'autre en titane.
Les micropropulseurs à gaz froid du satellite viennent compenser toutes les autres forces qui peuvent s'exercer sur les masses afin que ces dernières soient effectivement en chute libre et sur la même orbite. D'autre part, il faut que, pour chaque système de deux masses, ces dernières sont centrées avec une précision de l'ordre d'une dizaine de micromètres et que leur différence de position soit inférieure au micromètre. Ces exigences sont satisfaites par un système de servocommande : des forces électrostatiques vont maintenir les masses tests en place.
C'est aussi grâce à ces systèmes que l'on va pouvoir mesurer l'accélération des masses et la variation de leur orbite. En effet, lorsque les masses vont chuter, il va falloir que les forces électrostatiques compensent cette chute et donc varient pour pouvoir maintenir les masses au centre. On peut donc relier ces écarts de forces à l'accélération et à la trajectoire et comparer leurs valeurs pour les différentes masses pour vérifier la théorie. Si les trajectoires sont différentes alors le principe d'équivalence n'est pas vérifié.

### Les contraintes liées à l'environnement spatial
En menant l'expérience dans l'espace, on s'affranchit des contraintes environnementales terrestres, mais d'autres contraintes doivent être prises en compte en orbite. En effet, pour que le test du principe d'équivalence soit réalisé de façon pertinente, il faut que les masses que l'on compare se trouvent dans des conditions identiques :
- elles doivent voyager sur la même orbite et posséder le même centre d'inertie : cela implique que les masses soient concentriques. Concrètement, il s'agit de deux cylindres coulissant l'un dans l'autre, le mouvement relatif des cylindres étant mesuré. Il est attendu qu'un mouvement de fréquence orbitale se produise si le principe d’équivalence est violé. En plus de ça, une rotation sur un axe perpendiculaire au plan de l’orbite, permet une deuxième mesure, indépendante de la première[10]. Leur position peut être également réglée très précisément (de l'ordre du micromètre) grâce à de nombreux actionneurs, forces électrostatiques et grâce aux micropropulseurs qui compensent les effets de traînée dus aux particules atmosphériques ;
- le satellite doit offrir une grande stabilité spatiale et en température car ces paramètres sont susceptibles de modifier la chute des masses. C'est pourquoi les accéléromètres comportent des petites cavités de vide pour isoler thermiquement et fournir un abri magnétique aux masses. On estime à moins de 1 % la variation de la température sur une orbite ;
- une autre contrainte est liée à l’étalonnage du système : elle ne peut s'effectuer qu'en orbite pour mesurer précisément la sensibilité du système ;
- un tel système embarqué est limité par sa taille et son poids. En effet, ce type de microsatellite ne peut accueillir une masse embarquée que de l'ordre de 25 kg. Ainsi on ne peut pas choisir n'importe quelle valeur ou nombre de masses.

Cependant, si on arrive à s'affranchir de toutes ces contraintes avec des moyens technologiques permettant une grande précision, l'objectif de MICROSCOPE peut être atteint.

## Satellite
Le satellite MICROSCOPE, qui emporte l'expérience, a une masse totale de 303 kg et ses dimensions sous la coiffe du lanceur sont de 1,4 × 1 × 1,5 m. Il est stabilisé sur trois axes. Pour déterminer l'orientation du satellite, le système de contrôle d'attitude utilise des capteurs solaires, un magnétomètre trois axes et un viseur d'étoiles pointé dans la direction opposée à celle du Soleil. Le contrôle thermique est assuré uniquement de manière passive. MICROSCOPE utilise une plate-forme de la série Myriade développée pour répondre de manière générique aux besoins de l'agence spatiale française, modifiée pour emporter des équipements spécifiques à cette mission :
- le système de propulsion à l'hydrazine est remplacé par des micropropulseurs à gaz froid (azote) ;
- le contrôle d'attitude utilise les accéléromètres de l'expérience ;
- l'énergie est fournie par des panneaux solaires spécifiques à ce satellite qui ne sont déployés qu'une fois en orbite. Ceux-ci sont non orientables car le satellite est orienté de manière qu'ils soient systématiquement tournés vers le Soleil. Ces panneaux solaires d'une superficie de 1,6 m2 utilisent des cellules solaires en arséniure de gallium et produisent 140 watts.

### Charge utile
La charge utile du satellite est constituée par l'expérience T-SAGE (Twin-Space Accelerometer for Gravity Experiment) développée par le département mesures physiques de l'ONERA. T-SAGE utilise des accéléromètres dérivés des instruments STAR et SuperStar développés respectivement pour les missions spatiales CHAMP (2000) et GRACE (2002) qui ont cartographié avec une grande précision le champ gravitationnel de la Terre.

## Déroulement de la mission
Le satellite MICROSCOPE est lancé en orbite le 25 avril 2016 par un lanceur Soyouz ST-B / Fregat-MT depuis le Centre spatial guyanais de Kourou. Ce lanceur embarque également le satellite Sentinel-1B de l'Agence spatiale européenne et 3 CubeSats. MICROSCOPE est placé sur une orbite héliosynchrone à 711 km d'altitude. La mission a une durée prévue de 2 ans et débute par une phase d'étalonnage de plusieurs mois.    

### Étalonnage
Une fois le satellite en orbite la première étape de la mission est l'étalonnage du système. En effet, cette tâche est un prérequis pour atteindre une précision globale de 10−15 g.
Dans cette étape sont déterminés tous les écarts induits par les composants du système, la précision en position des masses, des accéléromètres, celle du système global sur son orbite… Comme les accéléromètres sont des instruments très sensibles, l'étape d'étalonnage ne peut se faire qu'en orbite.
L'étalonnage détermine l'influence des contraintes extérieures évoquées ci-dessus sur le système. Pour obtenir la précision souhaitée, il est nécessaire de connaître la position des masses à 10 µm près, l'influence de la gravité sur l'orbite sélectionnée… Il faut aussi pouvoir aligner les axes des accéléromètres à 0,01 radian près. 

### Expérimentation
Une fois toutes les étapes d'étalonnage effectuées, le test du principe d'équivalence est réalisé, entre octobre 2016 et septembre 2018. 

#### Référence
Pour commencer, on utilise seulement l'accéléromètre différentiel contenant les deux masses identiques (SUREF). On laisse les masses en chute libre et on regarde si elles tombent de la même façon puis on réitère l'opération d'étalonnage précédente. Cette étape va nous permettre de vérifier qu'il n'y a pas de décalage induit par le mouvement des masses en comparant le début et la fin de l'expérience. Si c'est le cas, on est en mesure de le quantifier pour améliorer la précision du test. D'autre part, on va pouvoir déterminer l'exactitude de la mesure en comparant la chute des deux masses identiques.

#### Test du principe d'équivalence
Voici enfin l'étape qui va permettre de valider ou non le principe d'équivalence avec une précision encore jamais atteinte. On utilise alors le second accéléromètre différentiel qui comporte les deux masses faites d'un matériau différent (SUEP). Une fois la mesure effectuée on recommence l'étape d'étalonnage comme précédemment. On mesure l'écart de trajectoire entre les deux masses en chute libre et ensuite il ne reste plus qu'à interpréter les données recueillies par le système.

### Exploitation des données
Si le principe d'équivalence est vérifié, alors, lorsque les masses, initialement sur la même orbite, tombent en chute libre elles doivent rester sur cette même orbite. Si au contraire le principe n'est pas vérifié, alors le système va devoir générer des forces électrostatiques différentes sur chacune des masses pour les garder sur la même orbite. C'est donc l'intensité de ces forces qui va être mesurée, leurs différences étant analysées jusqu'à la précision maximale de l'expérience.

### Résultats
Le 4 décembre 2017, la revue Physical Review Letters publie des résultats préliminaires montrant que le principe d'équivalence est vérifié avec une précision de 2 × 10−14, soit dix fois mieux que les mesures antérieures. Ces résultats sont obtenus après le traitement de 10 % des données accumulées par le satellite depuis le lancement de la mission, soit pendant un an et demi.
Au début de 2020, la précision annoncée est de ±0,4 × 10−14 sur la confiance de la mesure, et aucun écart de chute n'a été mesuré entre les deux masses, jusqu'à 1,3 × 10−14. Ainsi, MICROSCOPE confirme le principe d'équivalence avec un écart inférieur à 2,5 × 10−14 à 2.σ. Pour autant, les dépouillements ne sont pas encore achevés. En septembre 2022, l'analyse de l'ensemble des données est achevée, et le résultat est mieux que confirmé, puisque les scientifiques annoncent une précision à mieux que à 1 × 10−15, soit un gain d'un ordre de grandeur supplémentaire.

## Conséquences possibles des résultats

### Physique théorique
Si le principe d'équivalence est invalidé alors cela peut permettre de donner un moyen de tester une partie de la théorie des cordes par exemple. Cette dernière suppose en effet qu'il existe une force extrêmement faible qui modifie légèrement la gravité selon la composition des objets. En conséquence, il faut prendre en compte cette nouvelle force dans toutes les théories déjà élaborées.
Si le principe reste valide, on dispose alors de précisions supplémentaires quant à l'élaboration de la « théorie du tout ». Dans tous les cas, le résultat obtenu amène encore les scientifiques à effectuer des tests encore plus poussés et donc à mettre en œuvre de nouvelles prouesses technologiques.

### Technologie des microsatellites et des équipements de précision embarqués.
La mise en œuvre d'une telle expérience en orbite autour de la Terre nécessite l'élaboration de systèmes de plus en plus sophistiqués. C'est un moteur de recherche et d'améliorations au niveau des microsatellites et des équipements de précision embarqués. Scientifiques et ingénieurs doivent trouver les meilleurs moyens de concilier précision et contraintes environnementales.

## Désorbitation du satellite
Le satellite emporte un dispositif spécifique destiné à accélérer la désorbitation du satellite, afin de se mettre en conformité avec la réglementation visant à limiter les débris spatiaux en orbite (loi relative aux opérations spatiales). L'équipement IDEAS (Innovative DEorbiting Aerobrake System) est constitué par deux structures souples qui sont gonflées en fin de mission avec de l'azote stocké sous haute pression. En augmentant la surface soumise aux forces de traînée de 6,3 m2, l'altitude du satellite diminue plus rapidement, ce qui réduit le temps de séjour en orbite. Cet équipement a une masse totale de 12 kg. 
Le 16 octobre 2018, le système de désorbitation passif est déployé avec succès. Le déploiement est confirmé par le système TIRA (en) (imagerie radar) du Fraunhofer Institute.